# 布拉斯卡斯爾 (新澤西州)
布拉斯卡斯爾（英語：Brass Castle）是位於美國新澤西州沃倫縣的普查規定居民點。

## 人口
根據2020年美國人口普查的數據，布拉斯卡斯爾的面積為7.65平方千米，當中陸地面積為7.61平方千米，而水域面積為0.04平方千米。當地共有人口1536人，而人口密度為每平方千米200.78人。